# Лугелін Сантос
Лугелін Сантос  (ісп. Luguelín Santos, 12 листопада 1992) — домініканський легкоатлет, олімпійський медаліст.

## Виступи на Олімпіадах
| Олімпіада           | Дисципліна                   | Місце         |
| ------------------- | ---------------------------- | ------------- |
| Лондон 2012         | біг на 400 метрів            | 2             |
| Лондон 2012         | естафета 4 x 400 метрів      | участь        |
| Ріо-де-Жанейро 2016 | біг на 400 метрів            | 10 (півфінал) |
| Ріо-де-Жанейро 2016 | естафета 4 x 400 метрів      | 10 (забіг)    |
| Токіо 2020          | естафета 4×400 метрів, мікст | 2             |

## Зовнішні посилання
- Досьє на sport.references.com [Архівовано 29 липня 2017 у Wayback Machine.]